# Hubbelsche
Die Hubbelsche ist ein zwischen den Städten Seelze und Garbsen in der niedersächsischen Region Hannover gelegenes Naturschutzgebiet.

## Geographie
Die Hubbelsche („die Hügelige“) liegt unmittelbar westlich der Kreuzung des Mittellandkanals an der Leine.
In diesem Bereich wurde im Jahr 1782 die Leine begradigt. Teil des früheren Altarms sind erkennbar und noch mit Wasser gefüllt.
Etwa 90 % der Hubbelschen liegen auf Seelzer, die übrigen 10 % auf Garbsener Gebiet.
Die Hubbelsche ist Teil des FFH-Gebiets „Aller (mit Barnbruch), untere Leine, untere Oker“.
Bis zur Verordnung als Naturschutzgebiet war seine Fläche ein Teil des Landschaftsschutzgebiets Mittlere Leine.

## Beschreibung

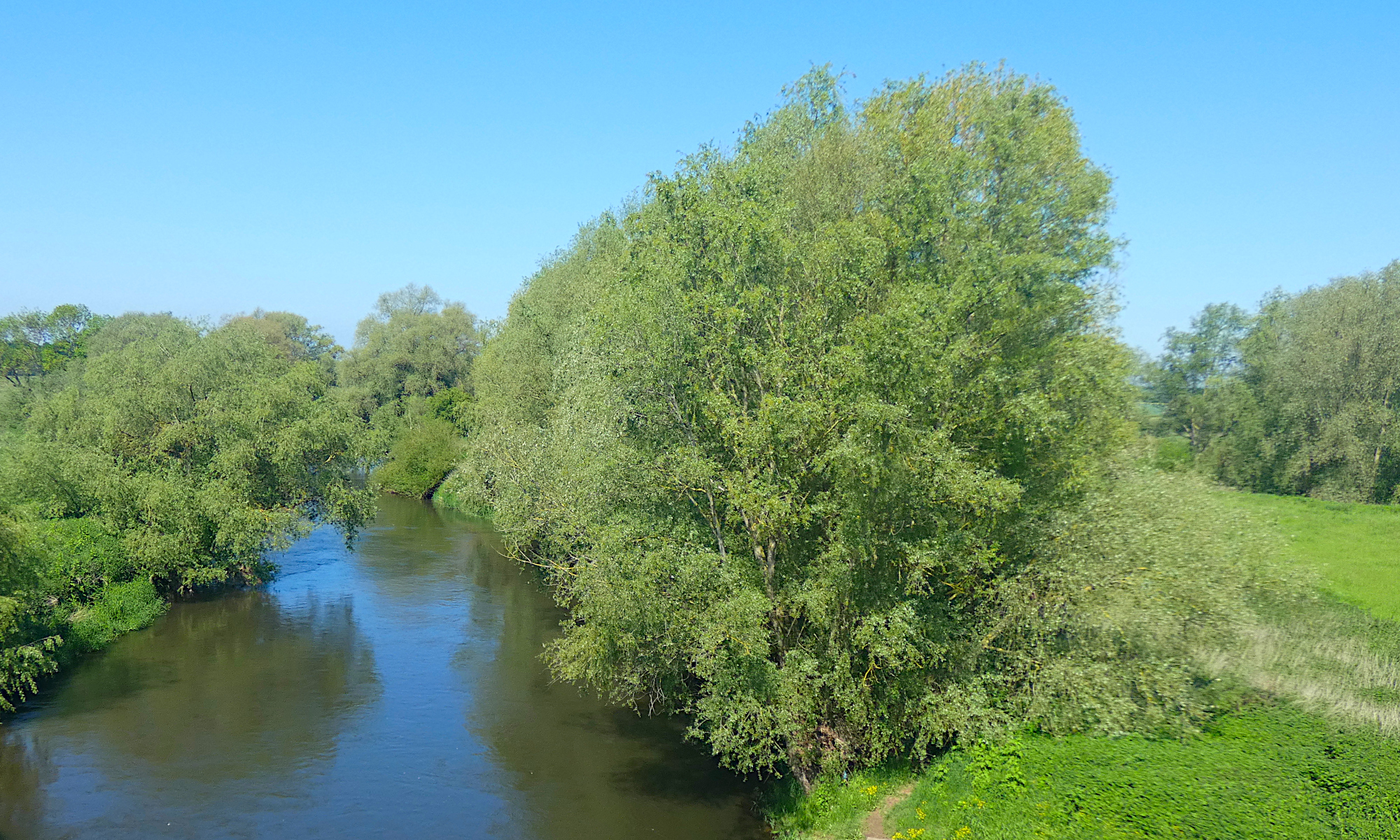
Leineabschnitt im Naturschutzgebiet Hubbelsche

Das Naturschutzgebiet „Hubbelsche“ umfasst einen größtenteils von sumpfigem Weide-Auwald geprägten Altarm und einen Flussabschnitt der Leine mitsamt der umliegenden Weichholzaue. Der geschlossene Gehölzsaum an Leine und Altarmschlaufe umschließt eine Offenlandfläche. Hier hat sich wegen der Überflutungsdynamik eine ausgeprägte Uferstaudenflur entwickelt. Die Flächen des Altarms weisen eine starke Wasserstandsdynamik auf. Das Naturschutzgebiet hat als regelmäßig überschwemmter, gut strukturierter Teil der Flussaue Reliktcharakter.
Das kaum zugängliche Gebiet bildet für Tiere einen Rückzugsraum zwischen den umliegenden landwirtschaftlich genutzten Flächen.